# Plantarum Verticillatarum Unilabiatarum Genera et Species
Plantarum Verticillatarum Unilabiatarum Genera et Species (abreviado Pl. Verticill. Unilab. Gen. Sp.) es un libro ilustrado con descripciones botánicas que fue escrito por el naturalista alemán, discípulo de Carlos Linneo, Johann Christian Daniel von Schreber. Se publicó en el año 1774.